# Temperatura efectiva

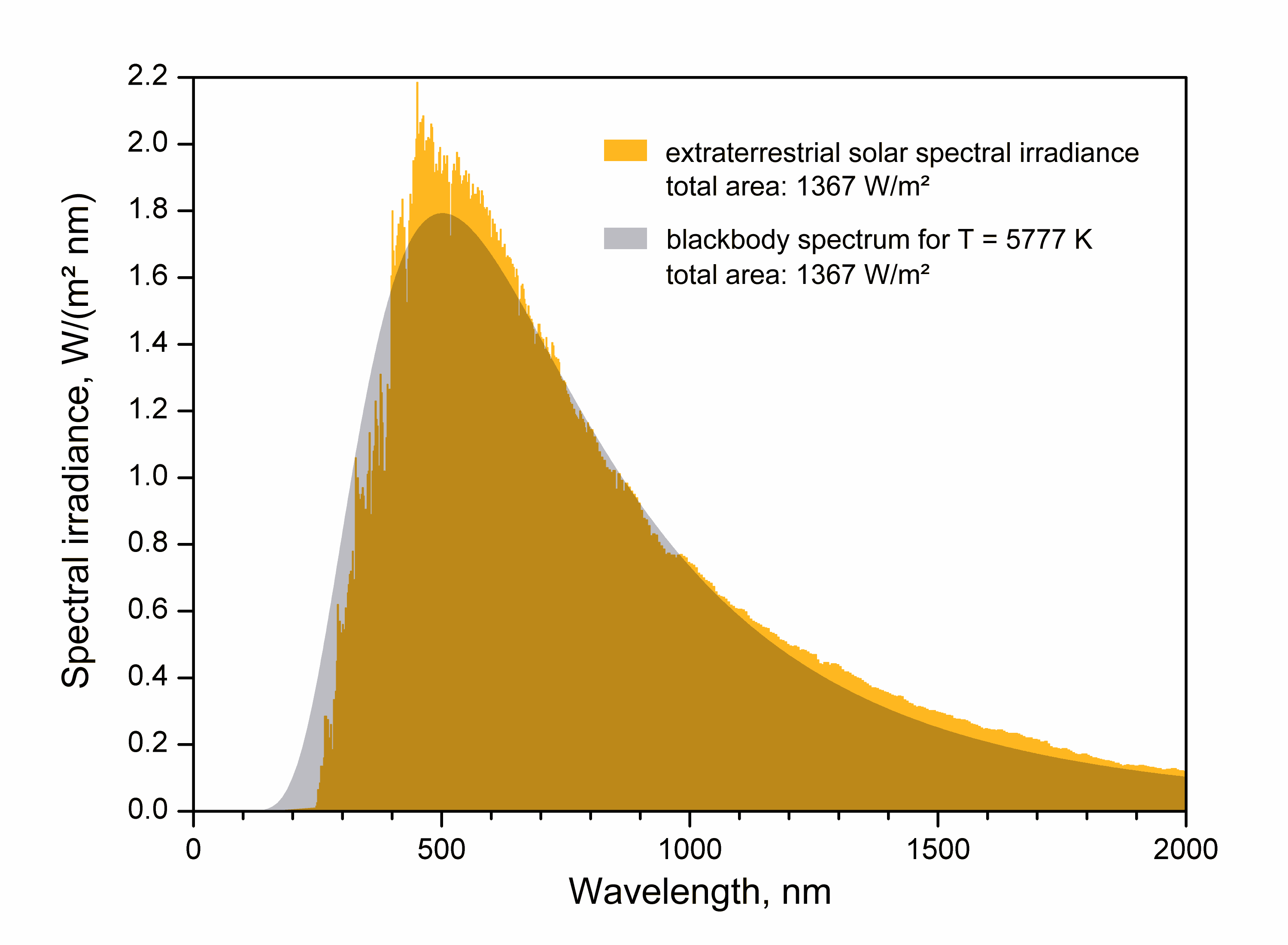
La temperatura efectiva del Sol (5777 kelvin s) es la temperatura que debe tener un cuerpo negro del mismo tamaño para obtener la misma potencia emisiva total.

La temperatura efectiva de un cuerpo como una estrella o un planeta es la temperatura de un cuerpo negro que emitiría la misma cantidad total de radiación electromagnética. La temperatura efectiva se usa a menudo como una estimación de la temperatura de la superficie del cuerpo cuando no se conoce la curva de emisividad del cuerpo (en función de la longitud de onda).
Cuando la emisividad neta de la estrella o del planeta en la banda de longitud de onda relevante es menor que la unidad (menor que la de un cuerpo negro), la temperatura real del cuerpo será mayor que la temperatura efectiva. La emisividad neta puede ser baja debido a las propiedades superficiales o atmosféricas, incluido el efecto invernadero.
El término temperatura efectiva es utilizado en varias ramas de la ciencia.

## Astrofísica
En astrofísica, la temperatura efectiva (Teff) de una estrella es la temperatura de su superficie visible. Esta es mucho más baja, en comparación, con las temperaturas que se alcanzan en el núcleo, fuente generadora de la energía que radia la estrella, así mismo también es superada por la Ley enrarecida corona donde el tenue gas ionizado se mueve a altísimas velocidades impulsado por el campo magnético estelar y las ondas de choque convectivas. Pero ambas capas son invisibles de forma directa. Así, el color de una estrella indica su temperatura efectiva a través del espectro desde las frías estrellas rojas de tipo espectral M que radian sobre todo en el infrarrojo hasta las inmensas estrellas azules que tienen su pico de radiación en el ultravioleta. La temperatura efectiva de una estrella indica la cantidad de calor que la estrella radia por unidad de superficie. Yendo de las superficies más calientes hasta las más frías hay una serie de tipos espectrales que las clasifican. O, B, A, F, G, K y M. La temperatura efectiva de la superficie de una estrella es idéntica a la temperatura de cuerpo negro. 
Esta temperatura está relacionada con la luminosidad y con el radio de la estrella mediante la ecuación:
| Símbolo                            | Nombre                        | Unidad      |
| ---------------------------------- | ----------------------------- | ----------- |
| {\displaystyle T_{\mathrm {eff} }} | Temperatura efectiva          | K           |
| {\displaystyle L}                  | Luminosidad de la estrella    | W           |
| {\displaystyle R}                  | Radio                         | m           |
| {\displaystyle \sigma }            | Constante de Stephan-Boltzman | W / (m2 K4) |

Una estrella roja podría corresponder a una diminuta y débil enana roja o a una expandida gigante roja o incluso a una supergigante como Antares o Betelgeuse. Estas estrellas radian ingentes cantidades de energía pero radian desde una superficie tan enorme que la energía por unidad de superficie es pequeña. Una estrella cercana a la zona media del espectro como nuestro modesto Sol o la gigante Capella radian más calor por unidad de superficie que las enanas rojas o las supergigantes rojas pero mucho menos que las estrellas blancas y azules como Vega o Rigel.

## Climatología
En climatología, la temperatura efectiva (Te) es una temperatura promedio de la temperatura debida a la energía recibida en forma de radiación solar medida en la parte externa de la atmósfera.

## Climatización
En climatización la temperatura efectiva o temperatura efectiva nueva es un índice de sensación térmica que se define como la temperatura seca del aire de un recinto similar al problema, con un 50 % de humedad relativa, velocidad del aire de unos 0,20 m/s y paramentos a la misma temperatura del aire, que produjera la misma sensación térmica que el recinto problema a iguales actividad e indumentaria,
Engloba los parámetros de temperatura seca, temperatura radiante media y presión parcial del vapor de agua en el aire. Sin embargo, en un ambiente bien climatizado, el porcentaje de piel mojada suele ser muy pequeño, por lo que la presión parcial de vapor tiene poca influencia y sí la tienen otros factores; como el índice de indumentaria(clo), el grado de actividad o la constitución física entre otras, por lo que en la práctica se prefiere, para estimar el grado de bienestar térmico, la temperatura operativa.